# Paradiset (roman)
Paradiset är en bok av Liza Marklund, utgiven 2000. Filmen Paradiset, som kom ut 2003, är baserad på denna bok.

## Handling
Boken handlar om organisationen Paradiset. Den utger sig för att hjälpa mordhotade kvinnor och barn, men är i själva verket en bedragarorganisation som lurar kommuner på miljontals kronor. Ledaren för organisationen, Rebecka Björkstig, misstänkts för att ha beställt mordet på Aida Begovic, en invandrad kvinna från Bijeljina i Bosnien-Hercegovina, som skjuts till döds på Sergels torg i Stockholm. Björkstig misstänks också för bedrägeri och försök till människorov, då hon försökt kidnappa socialkamreren Thomas Samuelsson. Det var Annika Bengtzon som helt omedvetet rekommenderade Paradiset för Aida Begovic. I rättegången nekar Rebecka Björkstig till anklagelserna. 